# Samuel Mosbach der Ältere

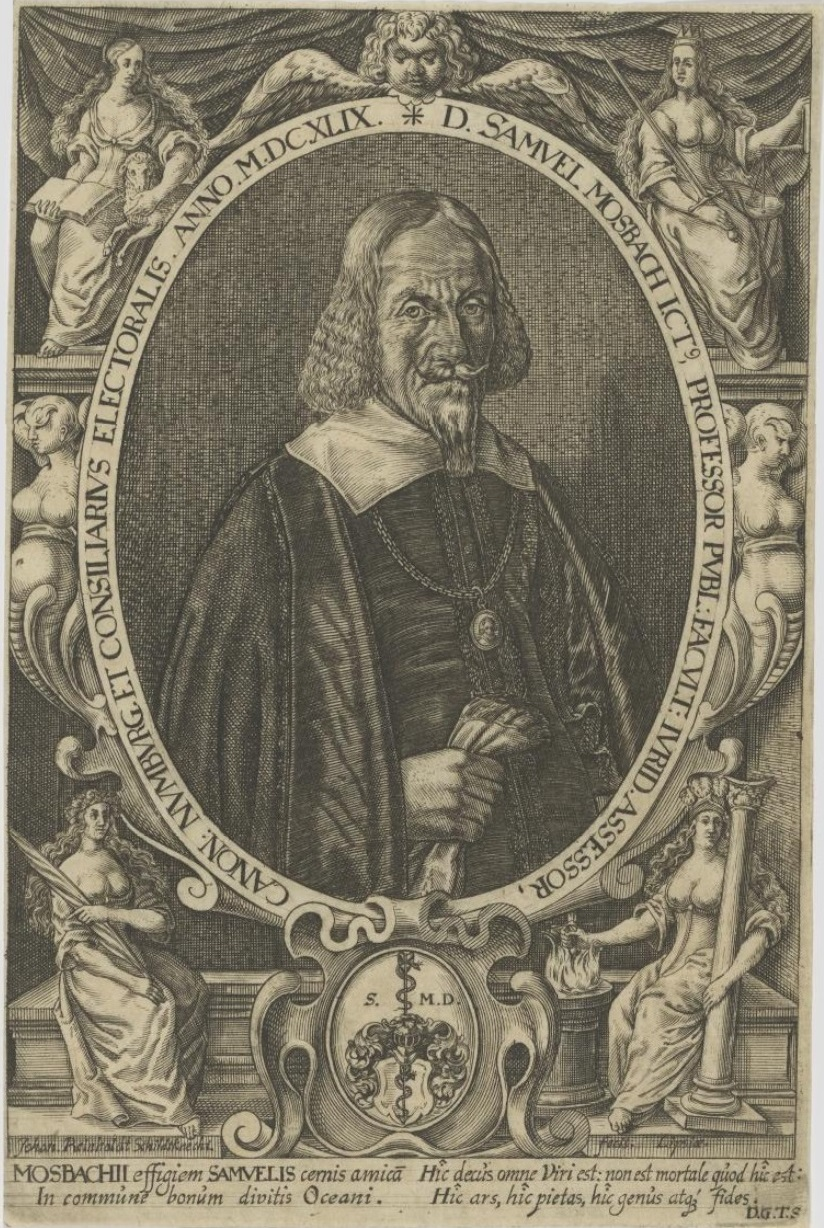
Samuel Mosbach der Ältere, posthume Radierung von Johann Reinhold Schildknecht

Samuel Mosbach der Ältere (* 1556 in Güsten; † 19. Februar 1603 in Leipzig) war ein deutscher Jurist, zuletzt Kanzler des Kurfürstentums Sachsen.

## Leben
Mosbach wurde 1556 als Sohn des späteren Sangerhäuser Superintendenten Simon Mosbach († 1573) und dessen Ehefrau Catharina geboren. Von 1568 an besuchte er das Gymnasium in Schulpforta, wo er eine Freistelle innehatte. Nach dem frühen Tode seines Vaters studierte er in Leipzig. 1575 wurde er zum Magister ernannt, am 12. April 1581 disputierte er unter Caspar Jungermann über „conclus. ex L. juris gent. §. quinomo et §. seq. II. de pactis“. 1583 wurde er zum Dekan der philosophischen Fakultät berufen und erweiterte seine akademische Laufbahn um ein Jurastudium. Kurz darauf ernannte Graf Albrecht VII. von Schwarzburg-Rudolstadt ihn zu seinem Kanzler. Mosbach avancierte zum Dr. iur. utr. in Jena und erlangte eine Stellung als Kursächsisch und Sachsen-Weimarer Rat, ab 3. Januar 1592 als Vizekanzler in Weimar. Kurz darauf wurde er 1593 Kanzler des kursächsischen Administrators Friedrich Wilhelm I. von Sachsen-Weimar in Torgau, von 1595 an war er Mitglied des Geheimen Rates in Torgau. Mosbach verstarb 1603 in Leipzig.

## Familie
Samuel Mosbach der Ältere schloss 1595 eine Ehe mit Dorothea Hanauer. Er war Vater des Juristen Samuel Mosbachs des Jüngeren. Mosbachs Schwester Elisabeth war die Ehefrau des Quenstedter Pfarrers Gregorius Luppe I. und Mutter des Leipziger Oberstadtschreibers Gregorius Luppe des Zweiten.